# عین بوسیف
عین بوسیف (به عربی: عين بوسيف) یک شهرداری در الجزایر است که در استان مدیه واقع شده‌است.
 عین بوسیف  ۲۴٬۴۳۴ نفر جمعیت دارد.